# Avanzata Progressista
L'Avanzata Progressista (in spagnolo Avanzada Progresista - AP) è un partito politico progressista anti-chavista venezuelano, fondato da ex membri di Per la Democrazia Sociale (PODEMOS), Madrepatria per Tutti e Partito Socialista Unito del Venezuela nel giugno del 2012. L'attuale segretario generale del partito è Juan José Molina.